# Strzelce Krajeńskie (gromada)
Strzelce Krajeńskie – dawna gromada, czyli najmniejsza jednostka podziału terytorialnego Polskiej Rzeczypospolitej Ludowej w latach 1954–1972.
Gromady, z gromadzkimi radami narodowymi (GRN) jako organami władzy najniższego stopnia na wsi, funkcjonowały od reformy reorganizującej administrację wiejską przeprowadzonej jesienią 1954 do momentu ich zniesienia z dniem 1 stycznia 1973, tym samym wypierając organizację gminną w latach 1954–1972.
Gromadę Strzelce Krajeńskie z siedzibą GRN w mieście Strzelcach Krajeńskich (nie wchodzącym w jej skład) utworzono 1 stycznia 1958 w powiecie strzeleckim w woj. zielonogórskim na mocy uchwały nr V/24/57 WRN w Zielonej Górze z dnia 15 listopada 1957 z obszarów zniesionych gromad Brzoza i Lipie Góry; równocześnie do gromady Strzelce Krajeńskie włączono wieś Gardzko z gromady Zwierzyń w tymże powiecie; z gromady Strzelce Krajeńskie  wyłączono natomiast wieś Lubicz, włączając ją do gromady Bobrówko tamże.
1 lipca 1968 do gromady Strzelce Krajeńskie włączono wsie Ogardy i Pielice ze zniesionej gromady Ogardy w tymże powiecie.
1 stycznia 1972 do gromady Strzelce Krajeńskie włączono tereny o powierzchni 2343 ha z miasta Strzelce Krajeńskie w tymże powiecie.
Gromada przetrwała do końca 1972 roku, czyli do kolejnej reformy gminnej. 1 stycznia 1973 w powiecie strzeleckim utworzono gminę Strzelce Krajeńskie.